# زوئی پری
زوئی پری (انگلیسی: Zoe Perry؛ زادهٔ ۲۶ سپتامبر ۱۹۸۳) هنرپیشه اهل ایالات متحده آمریکا است. وی از سال ۱۹۹۲ میلادی تاکنون مشغول فعالیت بوده‌است.
او بیشتر به خاطر نقش‌آفرینی در مجموعه‌های تلویزیونی شلدون جوان، رسوایی و خانواده شناخته شده است.

## فیلم‌شناسی

### سینما
- فریب (۲۰۰۸)
- گم شدن الماس اشک (۲۰۰۸)

### تلویزیون
- روزان (۱۹۹۲، ۱۹۹۵)
- نظم و قانون: قصد جنایی (۲۰۰۶)
- پرونده سرد (۲۰۰۷)
- درمانگاه خصوصی (۲۰۰۸)
- آناتومی گری (۲۰۱۲)
- خانواده (۲۰۱۶)
- ان‌سی‌آی‌اس (۲۰۱۶)
- لیو و مدی (۲۰۱۷)
- رسوایی (۲۰۱۷)
- شلدون جوان (۲۰۱۷-اکنون)